# José Clemente Orozco
Pour les articles homonymes, voir Orozco.
 (octobre 2021).
Si vous disposez d'ouvrages ou d'articles de référence ou si vous connaissez des sites web de qualité traitant du thème abordé ici, merci de compléter l'article en donnant les références utiles à sa vérifiabilité et en les liant à la section « Notes et références ».
José Clemente Orozco (Zapotlán el Grande - aujourd'hui Ciudad Guzmán, Jalisco, 23 novembre 1883 - Mexico, 7 septembre 1949) est un peintre et muraliste mexicain dont l'œuvre est empreint du réalisme social (es). Un de ses thèmes de prédilection était l'homme contre la machine. Il est connu, comme Diego Rivera, pour ses grandes fresques (dans des musées, des universités, des écoles, etc.) et ses prises de position politiques en faveur des paysans et des travailleurs.

## Biographie
Agronome de formation, il étudie la peinture entre 1908 et 1914 à l'Académie de San Carlos, avant de s'y consacrer entièrement. Il occupe de petits boulots, dont caricaturiste politique, pour subvenir à ses besoins et ceux de sa mère, après le décès de son père. Il subit l'influence de José Guadalupe Posada. Ses premières œuvres sont d'inspiration postimpressionniste. Ses premiers travaux sont des lithographies sur la vie indigène. Intéressé par la peinture murale, il a réussi plus tard à dominer parfaitement cette technique. Il expose pour une première fois à Mexico en 1916 dans la librairie Biblos. L'année suivante, il a voyagé aux États-Unis et a vécu à San Francisco et à New-York peignant des affiches et des murs pour le collège Pomona de Californie, pour le collège Dartmouth et la Nouvelle École pour la recherche sociale de New-York. Pour la décoration de ce dernier établissement, il a réalisé une véritable fresque puis il a peint sur du plâtre humide (c'était la première fois que cette technique était utilisée à New-York). 
L'assassinat de Zapata en 1919 lui fait adopter la cause des révolutionnaires.[réf. nécessaire] Dès lors, ses sujets s'attachent à la condition humaine, comme La maison des larmes en 1919, et aux ravages de la guerre (Criminels de guerre). Le côté militant de sa peinture rejoint celui de ses confrères Diego Rivera et David Alfaro Siqueiros. En 1922 Diego Rivera et David Alfaro Siqueiros se réunirent dans un syndicat de peintres et de sculpteurs, tentant de récupérer l'art de la peinture murale sous le patronage du gouvernement. Comme eux, Orozco commence à peindre, à partir de 1922, de grandes fresques murales d'inspiration cette fois expressionniste qui exaltent le sentiment national, comme Prométhée en 1930. En 1926, sous la responsabilité du ministère de l'Éducation, il réalise dans la ville de Orizaba la peinture murale Reconstrucción dans l'édifice qu'occupe actuellement le Palais Municipal. En 1924, il participe à la création d’El Machete, qui devient le journal officiel du parti en 1925, avec Diego Rivera, David Alfaro Siqueiros et Xavier Guerrero.
Sa renommée dépasse bientôt les frontières. Il expose à Paris en 1925, puis il se rend aux États-Unis où il exécute, entre 1927 et 1932, de multiples fresques dans des bâtiments publics, comme le Pomona College en Californie, The New School à New York, la Baker Memorial Library et le Dartmouth College à Hanover, New Hampshire.
De retour au Mexique, il reçoit de nombreuses commandes officielles, en particulier à Guadalajara pour l'université, le Palais du gouvernement du Jalisco, l'Hôpital Cabañas ainsi que la chapelle du Parc de Chapultepec à Mexico, en 1947. Vers la fin de sa vie, il réalise des dessins et des lithographies de moins en moins figuratives, inspirées par des thèmes mexicains, comme la mort ou la civilisation précolombienne.
En 1947, il illustre le roman La Perle de John Steinbeck.
Orozco meurt à Mexico le 7 septembre 1949. Son œuvre demeure une illustration majeure du mouvement muraliste et de l'histoire de l'art officiel mexicain du milieu du XXe siècle.

## Œuvres
Son œuvre fait partie du groupe de peintres et muralistes mexicains, à côté de Diego Rivera et David Alfaro Siqueiros. Ces muralistes expressionnistes mexicains ont anticipé les tendances néoreprésentatives ou néoiconiques qui ont  eu lieu jusqu'en 1960.
À la différence de Rivera et Siqueiros, Orozco retraite la condition humaine de forme apolitique, il éprouve de l'intérêt pour les valeurs universelles sans insister sur les valeurs nationales. Ses images les plus caractéristiques communiquent la capacité de l'homme à contrôler son destin et sa liberté devant les effets déterminants de l'histoire, de la religion et de la technologie.
L'envie de réussir dans ses tableaux des solides effets émouvants  a donné a ses œuvres une simplicité de ligne et de couleur et  leur a donné de l'audace dans l'interprétation de motifs contemporains et des valeurs sociales.

### Style
Son style est fondé sur un réalisme de caractère expressionniste, consciemment lié aux vieilles traditions artistiques mexicaines, d'ample facture et animé par un violent dynamisme.
Orozco a été un peintre sensible aux causes sociales, dans lesquelles il a  exprimé un réalisme férocement impressionnant. Il a aussi  plasmó la situation  douloureuse de l'africain. Pour lui, le muralisme est la forme la plus désintéressée de faire de l'art, car il est impossible d'en faire un usage particulier, il a une transcendance sociale. C'est, par conséquent, l'art le plus pur et le  droit pour que le peuple le voit et s'y confronte.

### Orozco aux États-Unis
La seconde étape murale d'Orozco débute à partir de son séjour aux États-Unis en 1927. Il réalisé dans ce pays trois œuvres murales importantes. À New York, ville qu'il visitait pour la seconde fois, il s'est consacré au travail et à l'exposition de ses œuvres. Il a dessiné des scènes de la Révolution et une série d'huiles Queensboro Bridge, The Curbz, Winter, The Subway, qui montrent le caractère déshumanisé de la grande ville.
Après avoir quitté pendant trois années le Mexique, l'historien d'art José Pijoán a fait en sorte qu'Orozco soit invité au Collège Pomona à Claremont, en Californie et a décoré le  Frary Hall. Il y a réalisé un de ses motifs les plus importants de son œuvre picturale avec la figure de Prométhée, héros mythique qui vaillamment s'est emparé du feu divin pour le transmettre aux mortels.
La figure centrale de la peinture murale du Collège Pomona est un nu immense : le Prométhée triomphateur qui aidera les hommes à se purifier. Cette grande figure constitue le point de départ de cette nouvelle étape d'Orozco. De cette peinture émerge l'indifférence, l'anxiété, l'amour, la joie, c'est-à-dire, devant un tel spectacle, seuls quelques hommes comprennent l'importance de posséder le feu.
En 1930, Orozco a aussi réalisé des peintures murales dans la Nouvelle École de la Recherche Sociale de New-York. Il a été invité ensuite à enseigner aux classes la technique de la fresque au Collège Dartmouth, à Hanover, New Hampshire, où il est resté jusqu'en 1934.

### De retour au Mexique
À son retour au Mexique en 1934, Orozco a réalisé sur commande du gouvernement le grand panneau rectangulaire du Palais des Beaux Arts intitulé  Katharsis, situé en face de celui de Rivera :  El hombre en la encrucijada. 
C'est une représentation sanglante du conflit violent entre l'homme moderne et le monde chaotique mécanisé qui l'entoure et en même temps l'opprime. Dans ce monde, tout est violence et chaos.
De 1936 à 1939, Orozco a réalisé trois grandes œuvres murales à  Guadalajara : à l'Université, au Palais du Gouverneur et à l'Hospice Cabanas. À l'Université, il a décoré la coupole et les murs de la plateforme de l'amphithéâtre (1936). Dans la coupole, il a peint une allégorie de l'homme, faisant l'éloge de l'importance des bénéfices de l'éducation et de la recherche scientifique. Au Palais du Gouverneur de Jalisco, Orozco a réalisé une peinture murale qui traite d'un thème historique.
Il a unifié les œuvres murales et la voûte de l'escalier, réussissant une espèce de triptyque dédié à la lutte pour la libération du Mexique. Un immense Hidalgo est le personnage qui dégage le plus d'intérêt de cette œuvre. En ce qui concerne les peintures de la chapelle de l'Hospice Cabanas (1937-1939), cette œuvre est une synthèse de la philosophie humaniste de son auteur, qui part de l'origine et du développement de l'Amérique et du monde.
Cette œuvre monumentale est composé de 40 grandes fresques  situées dans les différentes sections architecturales de tout l'ensemble (une coupole, un tympan de support, las pechinas, huit voûtes et quatorze panneaux, en plus de différents fragments mineurs) de l'antique chapelle du dix-neuvième siècle, construite selon le dessin de Manuel Tolsá.  El hombre envuelto en llamas, dans la coupole, résume tous les thèmes traités, en plus d'être l'apothéose du thème de Prométhée dans l'œuvre d'Orozco.
En terminant les fresques grandioses de l'Hospice Cabanas, Orozco s'installe à Mexico où il ouvre une exposition des dessins d'esquisses de ses peintures murales. En 1940, il a réalisé deux œuvres murales en plus, l'une dans la Bibliothèque Gabino Ortiz à Jiquilpan, Michoacán et l'autre à New-York.
L'œuvre réalisée la même année a été  prise en charge par le Musée d'Art moderne à New-York pour l'exposition « 20 siècles d'art mexicain ». Le résultat fut Dive Bomber. Son thème montre le grand danger qui menace l'humanité : le fantasme de la guerre.

### La Cour Suprême de Justice de la Nation
L'année 1941, il a réalisé les fresques de la Cour Suprême de Justice de la Nation, qui comprend quatre  panneaux, englobant trois thèmes principaux. Dans deux  tableros, il se réfère au thème de la justice, il critique et dénonce de manière satirique la pratique de la justice, pleine d'erreurs et d'injustices. La justice et sa pratique se contredisent. Le vrai droit s'abat contre les charlatans, les démagogues et les politiciens qui disent professer les idéaux de liberté et de démocratie mais agissent dans le sens contraire.
Un autre thème fait écho aux richesses nationales, les produits des métaux terreux.

### Dernières œuvres

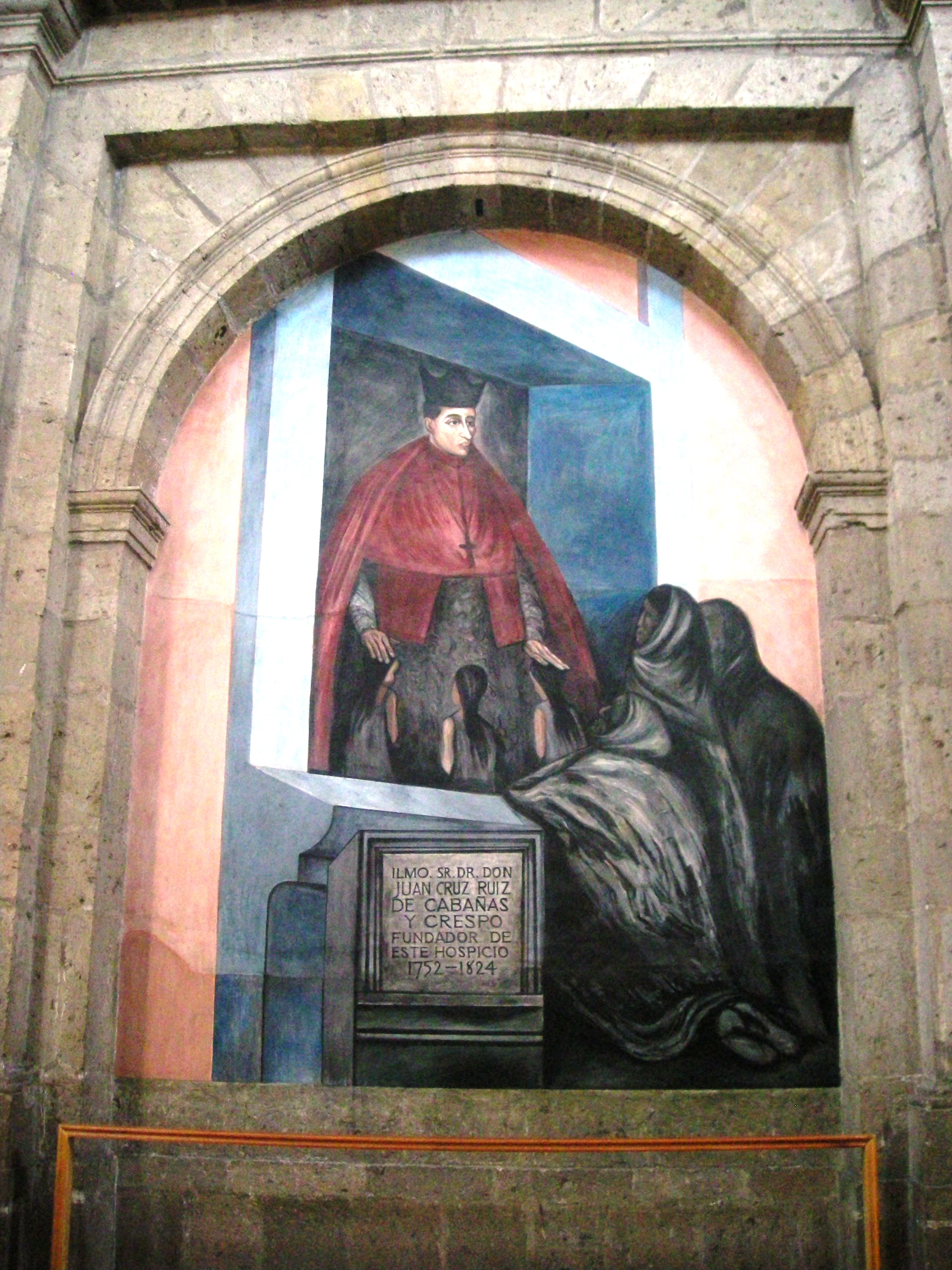
Section de la peinture murale représentant le fondateur de l'hospice Cabañas, Juan Cruz Ruiz de Cabañas, peinte par Orozco au centre culturel de l'Hospice Cabañas à Guadalajara, au Mexique.

Dans la période qui va de 1941 à 1944, Orozco se consacre à la peinture de  chevalet et à une autre grande œuvre murale ornant la  voûte et les murs du chœur coro de l'antique église de Jesús Nazareno (1942-44). Les idées qui se dégagent de cette œuvre sont en relation avec l'Apocalypse. En 1943, il a été membre fondateur du Collège National.
En 1946, il a intégré aux côtés de  Diego Rivera et David Alfaro Siqueiros, la commission de peinture murale de l'Institut National des Beaux-Arts. Cette année, il a reçu le Prix National des Beaux Arts du Mexique. En 1947, il a exposé au Palais des Beaux Arts.
De retour à  Guadalajara, il prend en charge la peinture du plafond de la Chambre Législative (1948-49).
Le thème développé est en relation avec la législation révolutionnaire mexicaine et le décret qui en ce lieu a été promulgué par Hidalgo l'abolition de l'esclavage. La figure centrale est Hidalgo, plus serein et plus pensif que celui de l'escalier du Palais.
Avec cette dernière œuvre, il conclut son travail de muraliste. Ainsi, se termine son cycle, dans lequel prédomine, plus que la préoccupation historico-épique, la vision qualitative du drame humain. 
Il est mort le 7 septembre 1949 dans la ville de Mexico, alors qu'il travaillait aux premières ébauches d'une peinture murale dans l'édifice  multifamiliar  Miguel Alemán.
Il a reçu une sépulture à la Rotonde des Personnes Illustres dans la ville de Mexico.

### Œuvres notables
- Maternity.
- The Banquet of the Rich.
- The Strike.
- The Elements.
- Prométhée, (1930).
- Échate la otra, 1930, Cleveland Museum of Art.
- Wounded Soldier, 1930, Cleveland Museum of Art.
- Peinture Murale du Palais du gouvernement à Guadalajara.
- Peintures murales de l'Hospice Cabañas à Guadalajara.
- Man of Fire, (1939).
- La Cantina, (1941), vendue 813 150 € en juin 2004.
- Torse masculin, (1943).
- Peau en bleu, (1947).

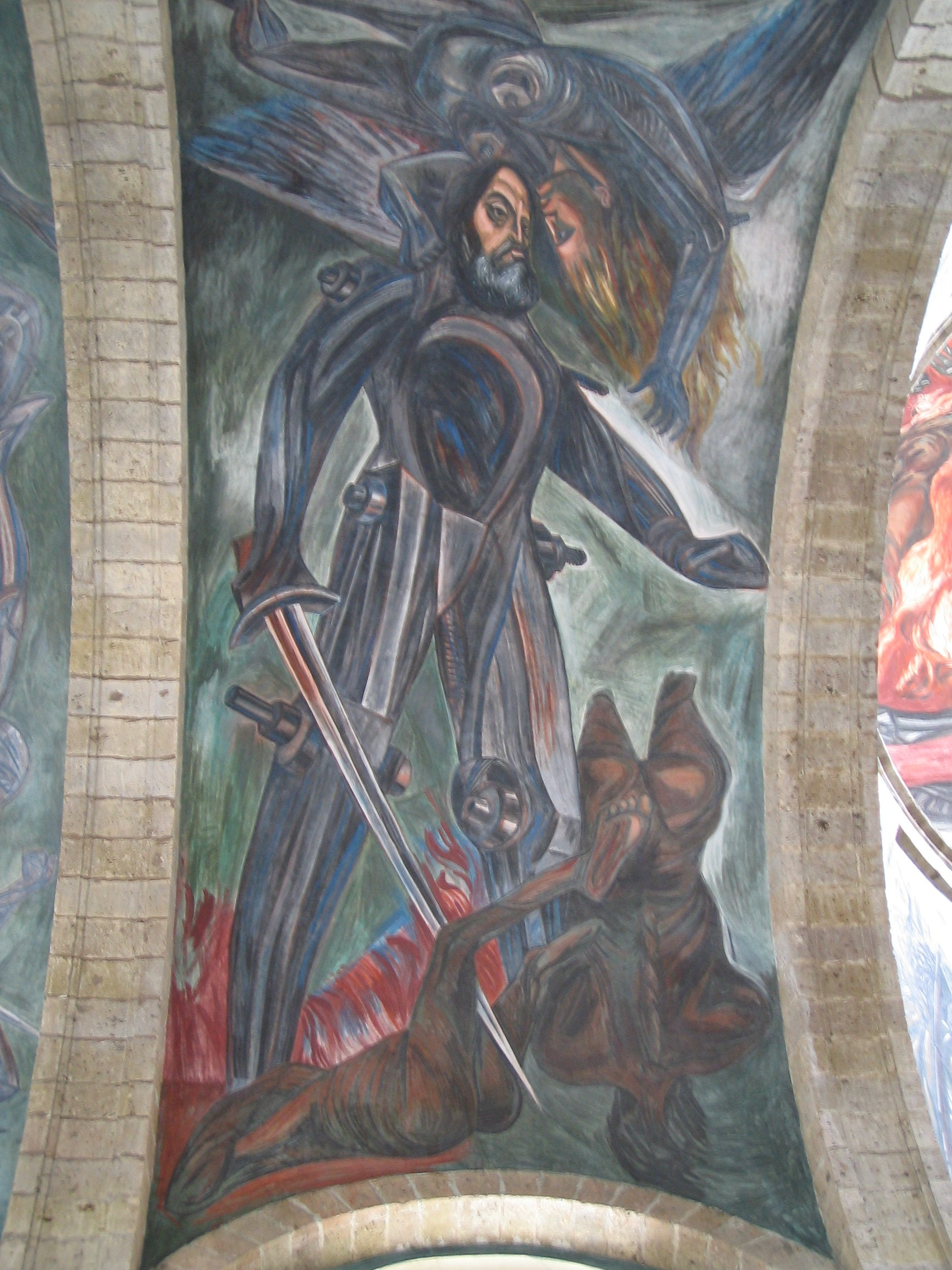
Hernán Cortés vu par Orozco, Institut Cabañas
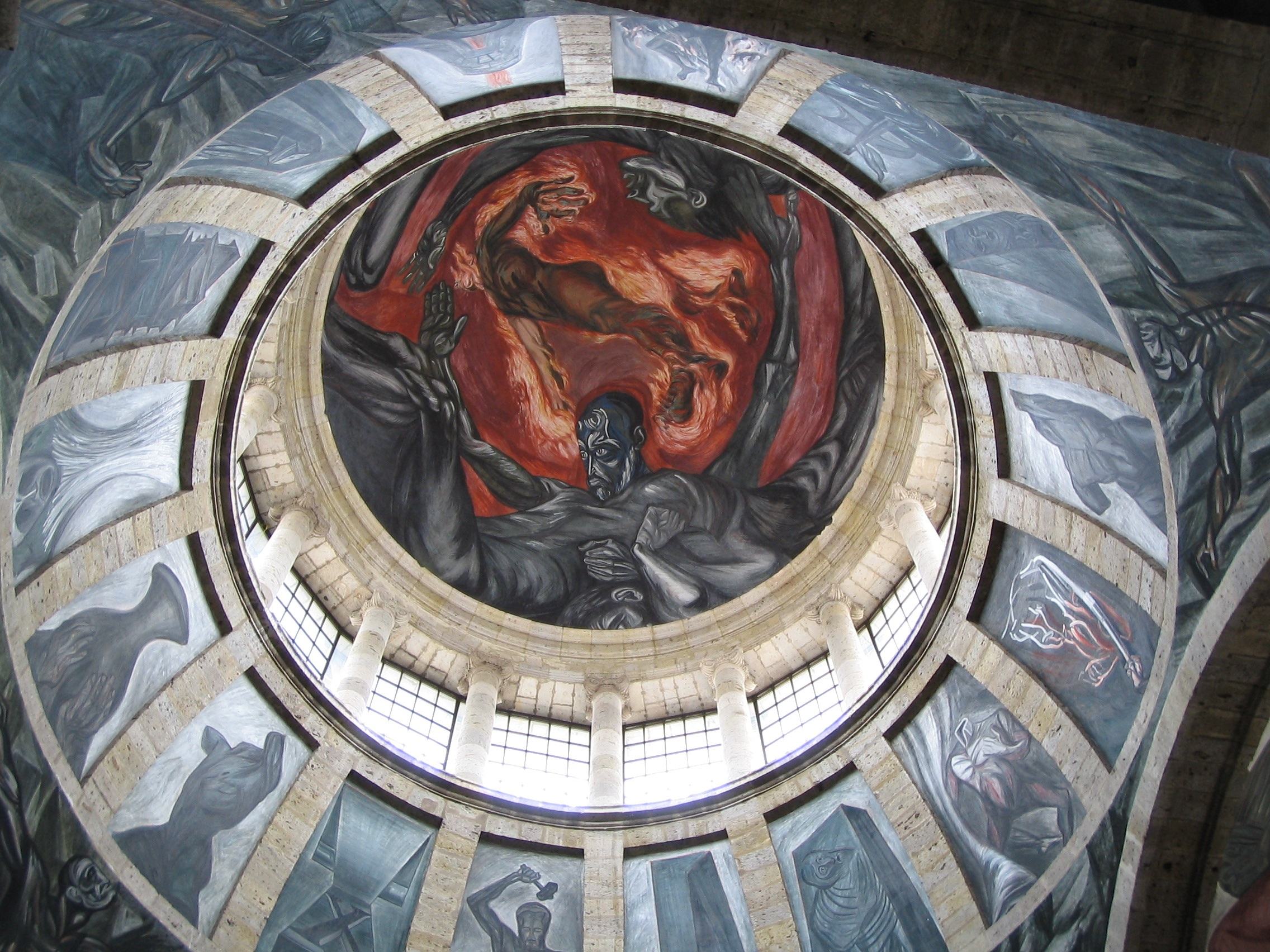
L'homme de feu, la coupole de l'Institut Cabañas
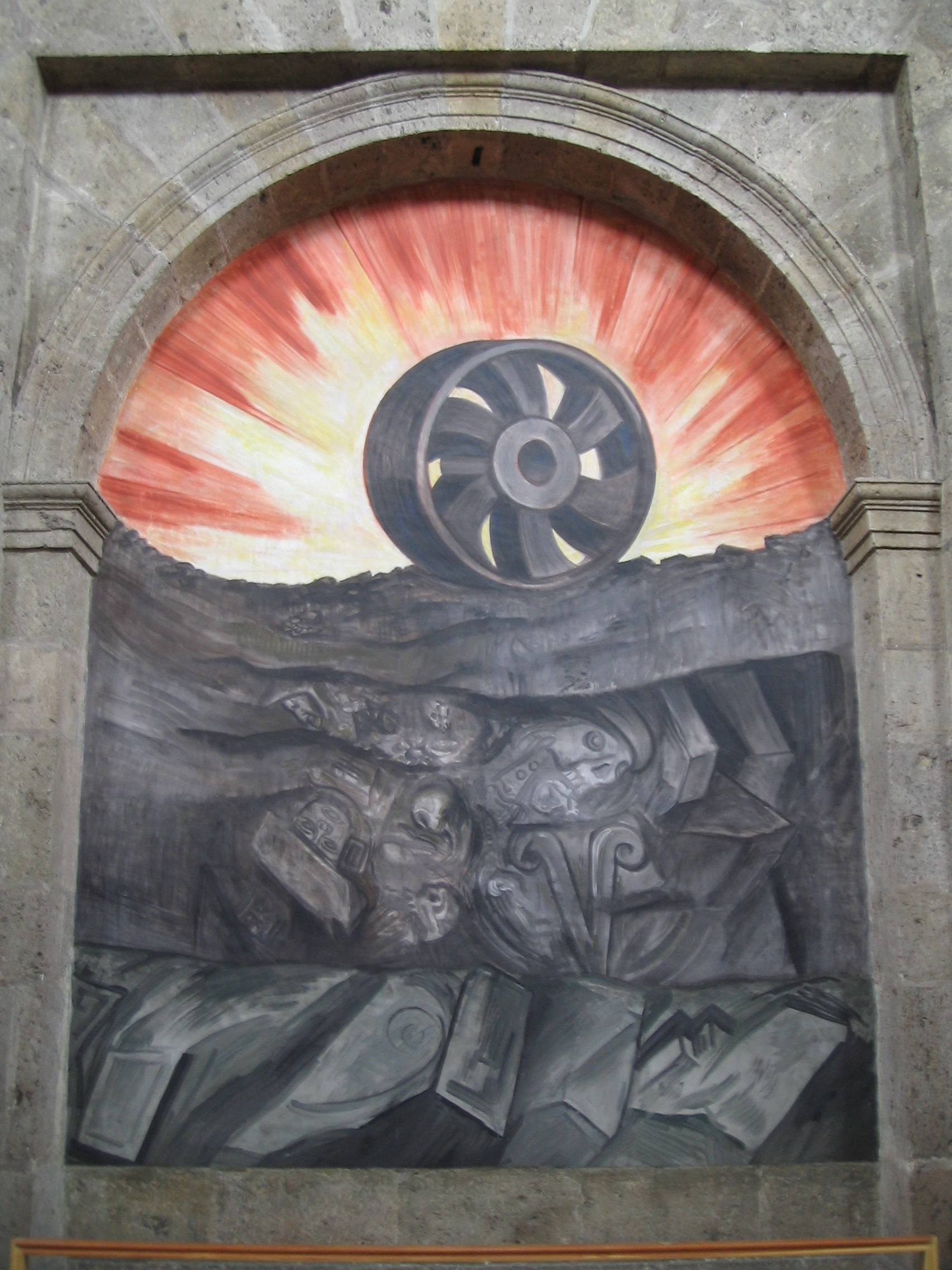
La roue, Institut Cabañas
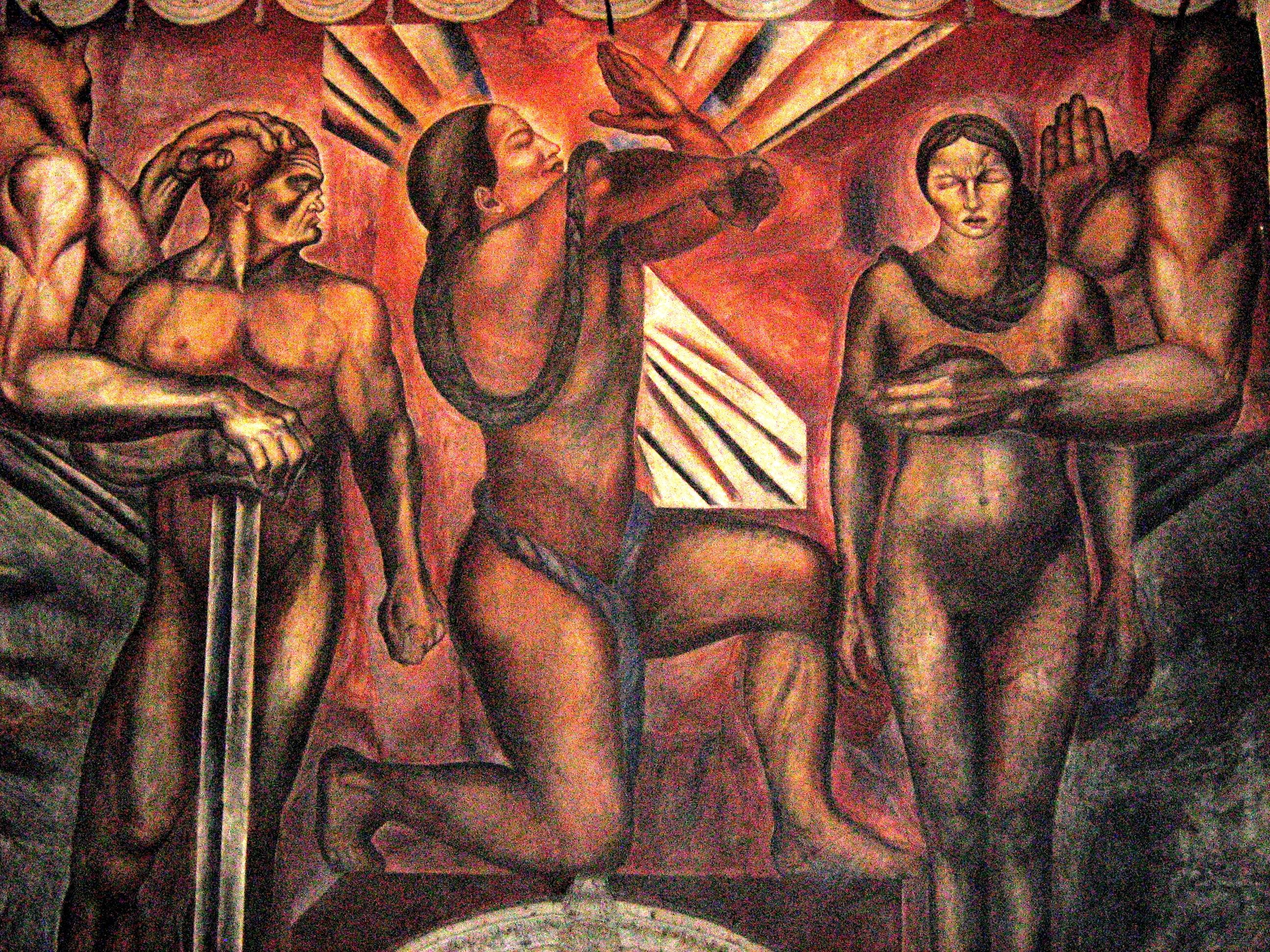
Omnisciencia, 1925.
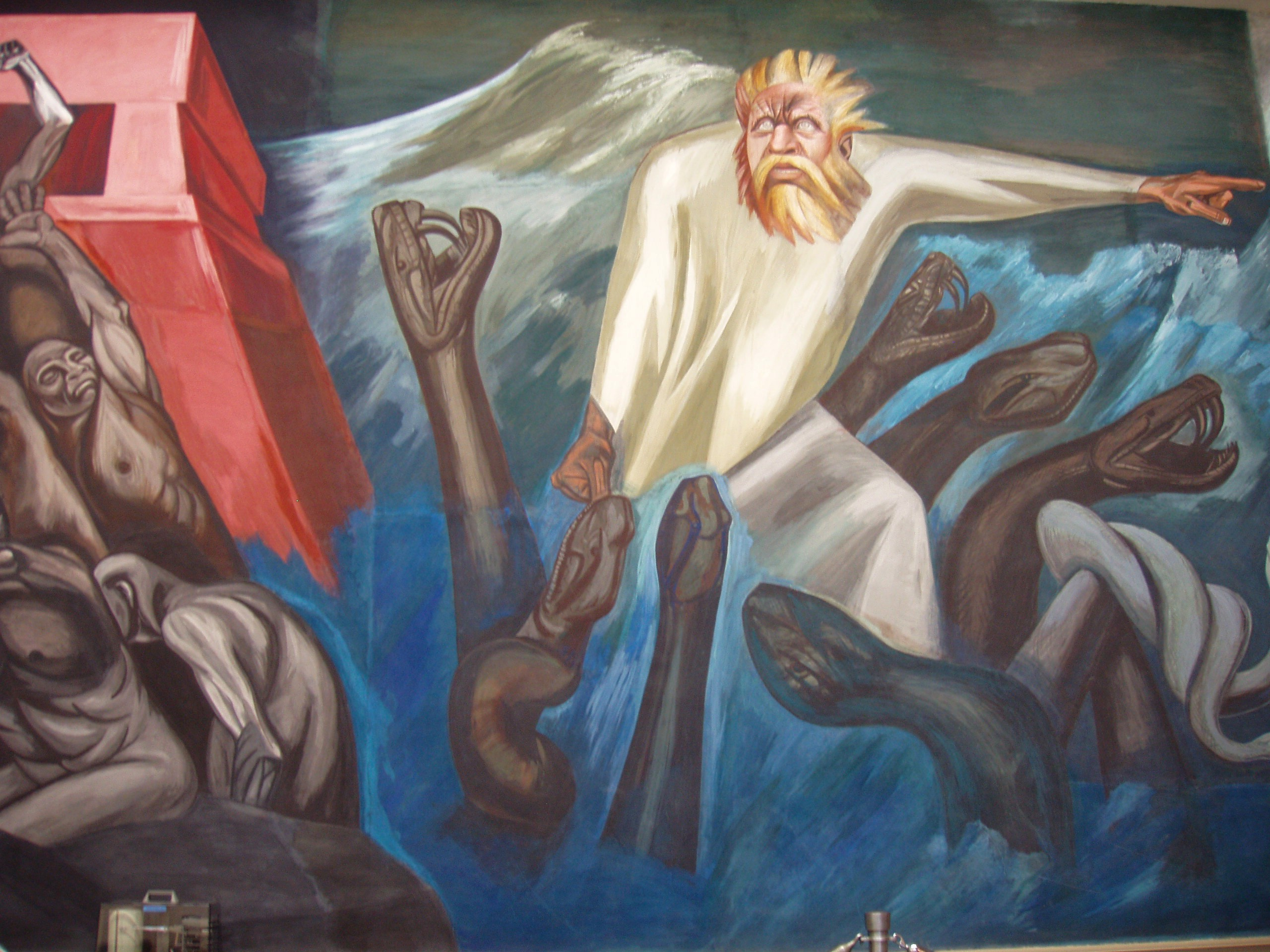
Murale à la Baker Library, Dartmouth College.
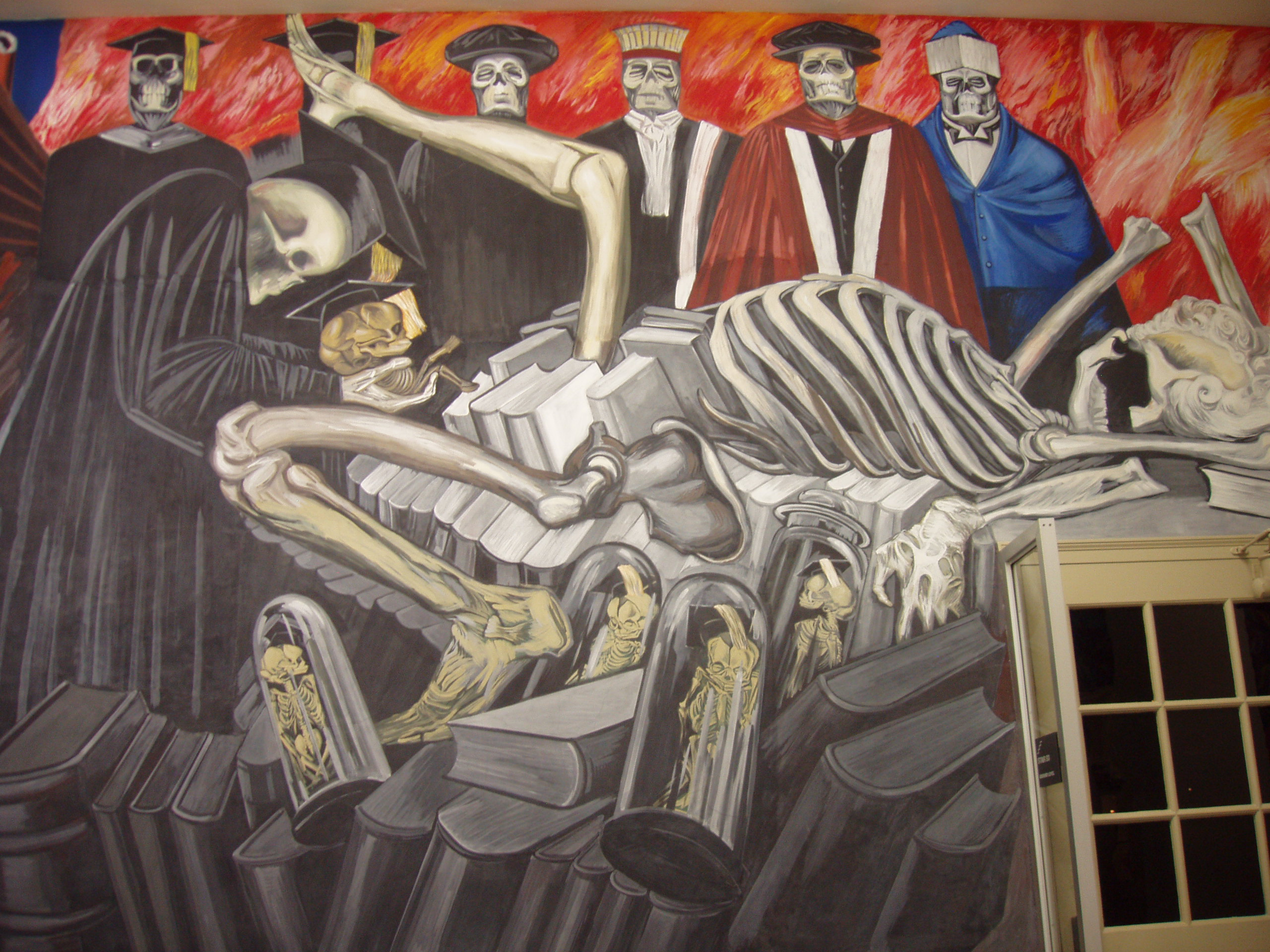
Murale à la Baker Library, Dartmouth College.
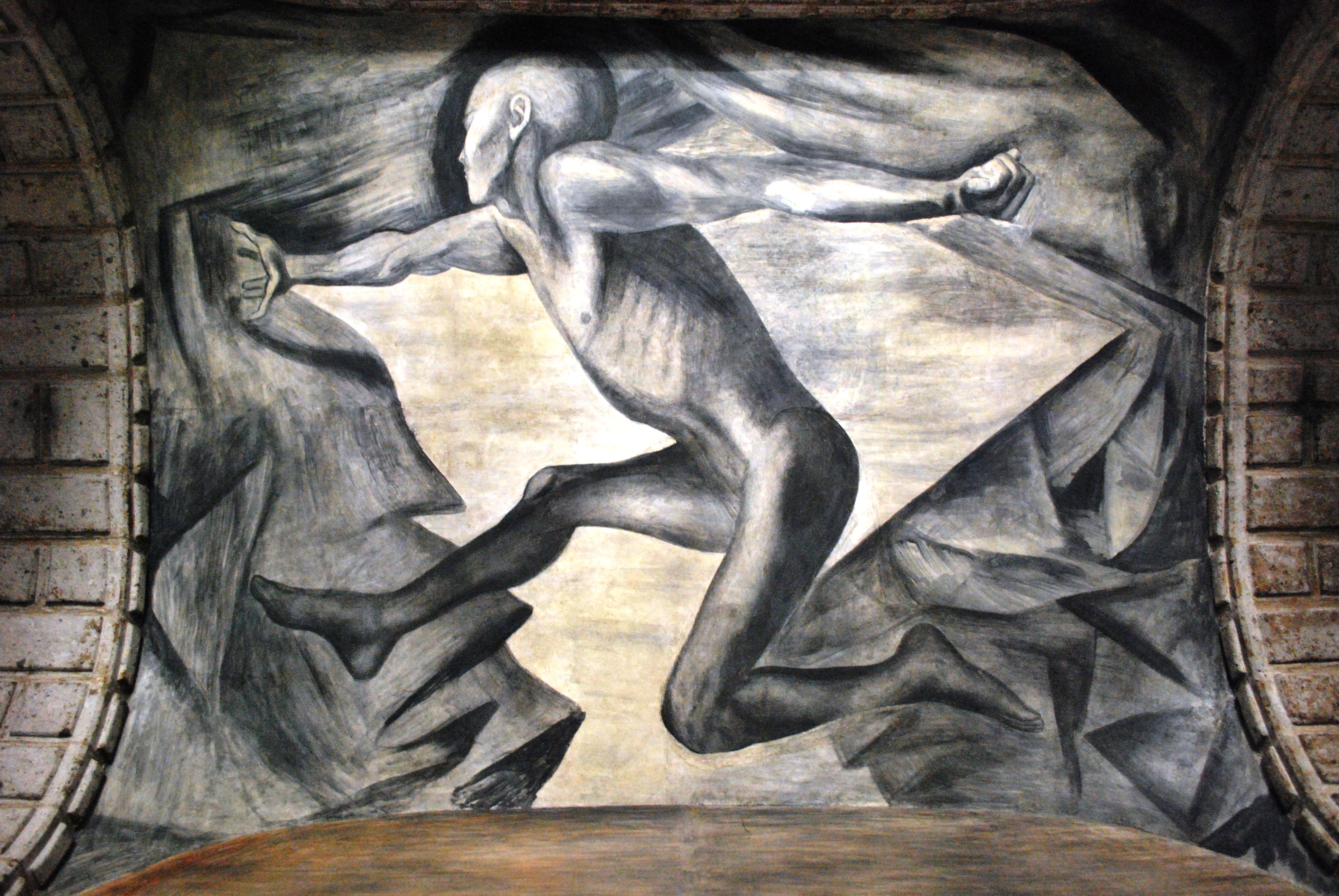
Juventud à l'Ancien Collège de San Ildefonso.
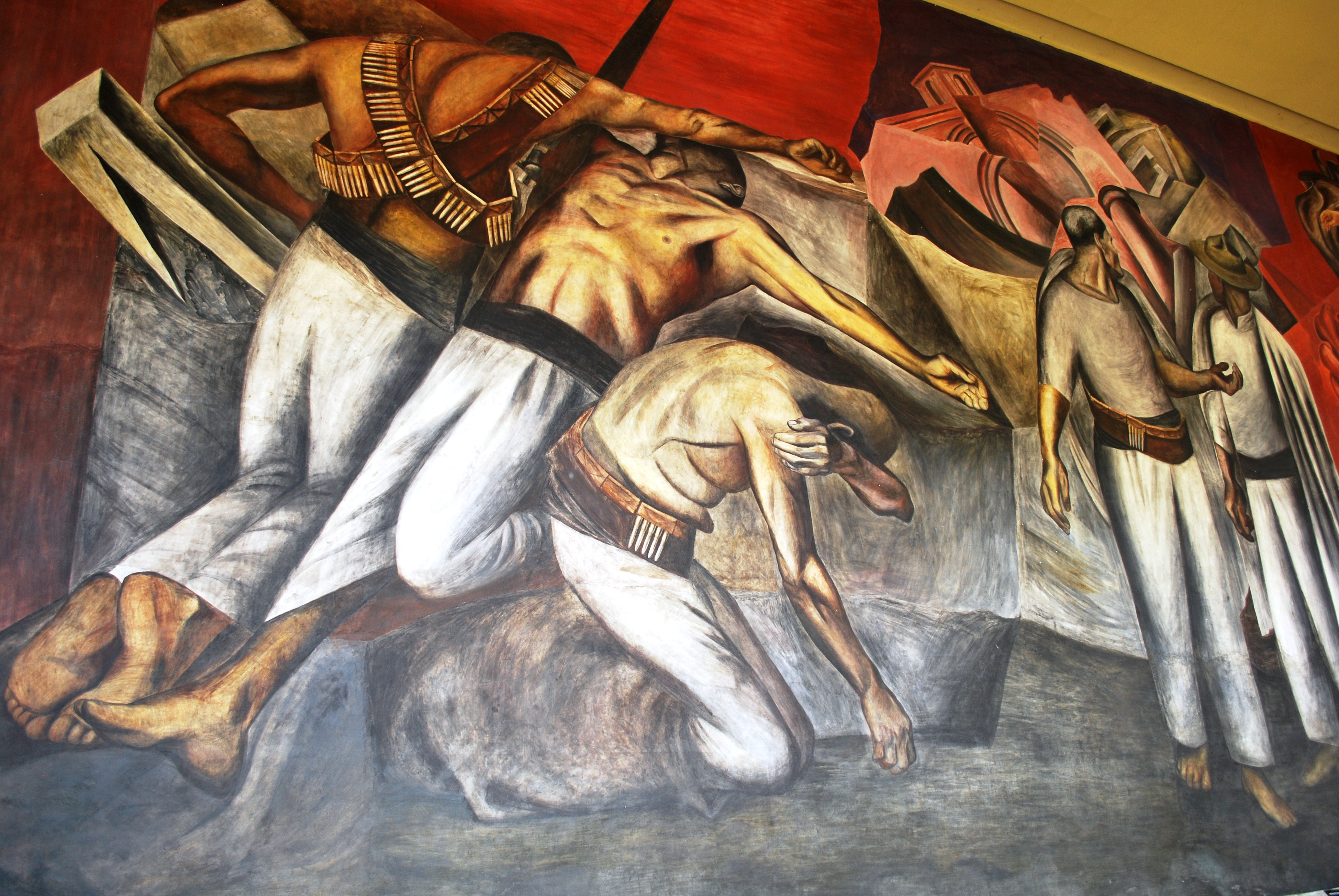
La trinchera à l'Ancien Collège de San Ildefonso.
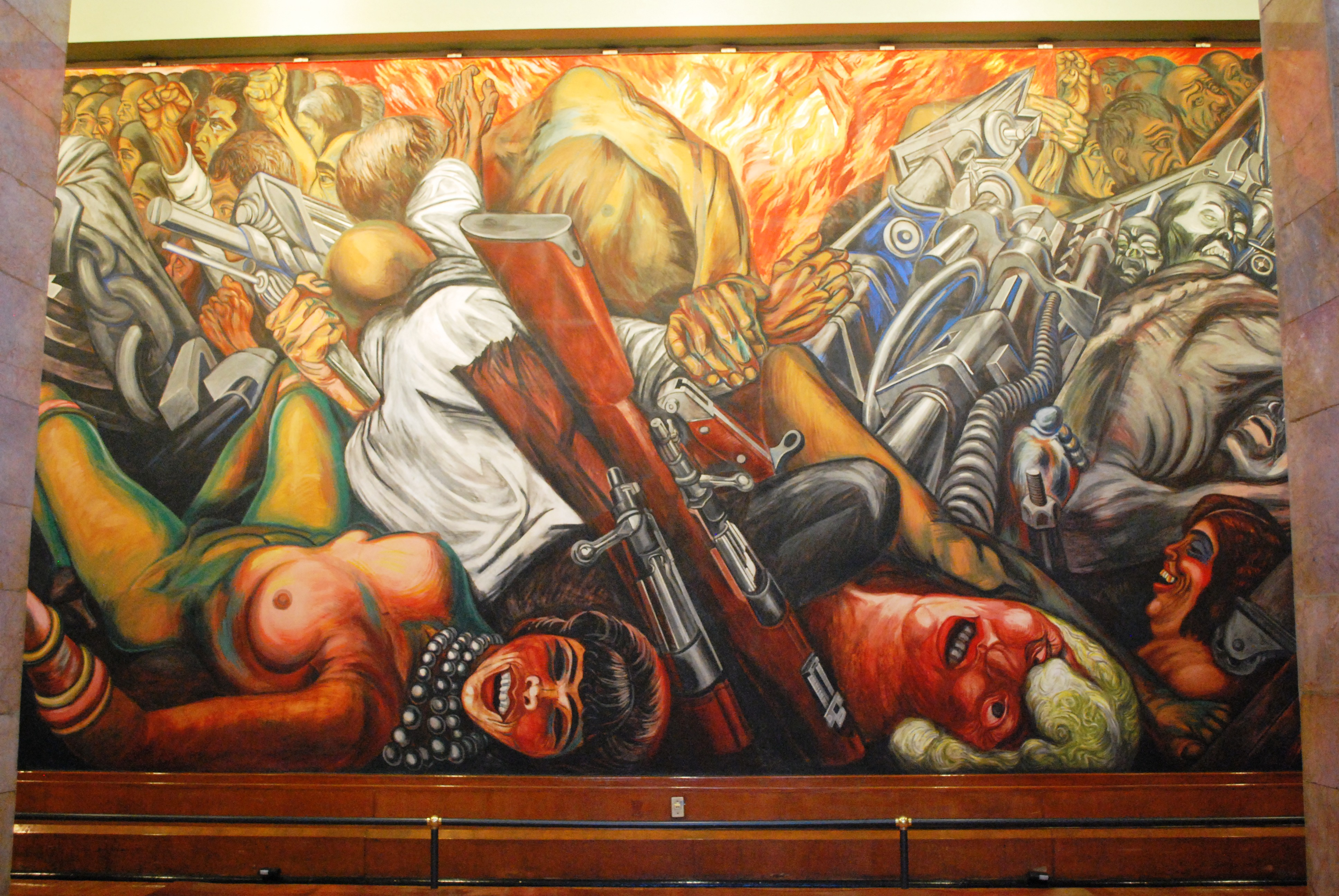
Catarsis au Palacio de Bellas Artes.
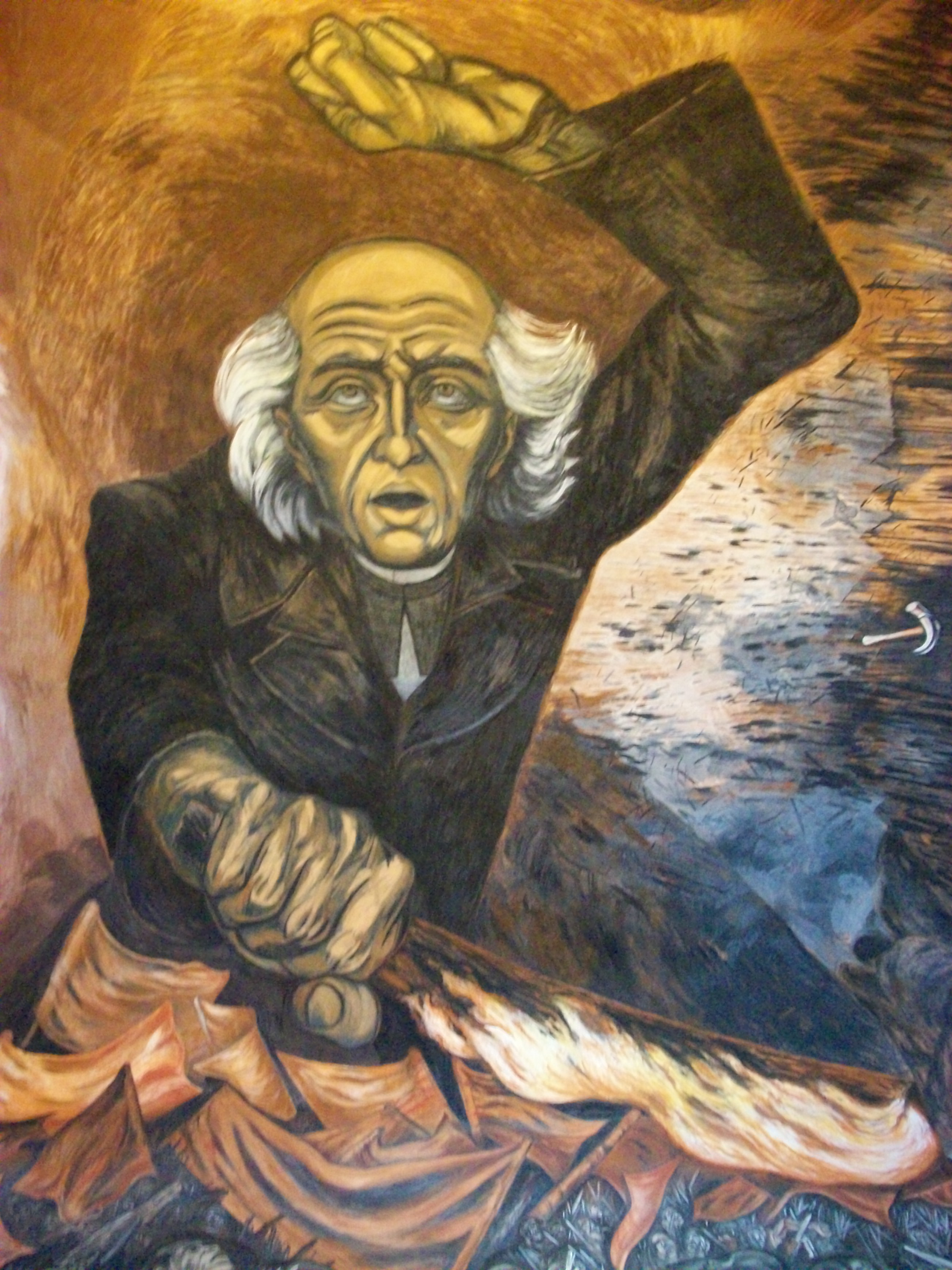
Hidalgo au Palais du gouvernement à Guadalajara.